# 新謝洛夫卡-舍夫琴科沃 (克列緬丘格區)
新塞利夫卡-舍夫琴科韋（烏克蘭語：Новоселівка-Шевченкове）曾是位於烏克蘭中部波爾塔瓦州克雷門丘克區的村莊，於1996年被注銷。該村距離普里希布和埃里斯季夫卡1公里，1982年人口数为80。